# Långörade igelkottar
Långörade igelkottar (Hemiechinus) är ett släkte i underfamiljen igelkottar med två arter. Dessa arter lever i norra Afrika samt västra och centrala Asien.

## Arterna och utbredning
Enligt Wilson & Reeder (2005) utgörs släktet av två arter.
- Egyptisk långörad igelkott (Hemiechinus auritus) förekommer från Libyen och Egypten över Anatolien och den Arabiska halvön till centrala Asien fram till Mongoliet (Gobiöknen).
- Hemiechinus collaris lever i dalgången av floden Indus och angränsade områden i Pakistan och norra Indien.

## Utseende
Som namnet antyder har dessa djur tydlig stora öron. De är viktiga för att reglera värmehushållet och ger bättre hörsel vid letandet efter föda. Taggarna har en brun-vit färg och övriga delar av kroppen bär vanligtvis en vitaktig päls. Kroppslängden ligger mellan 12 och 27 centimeter och den korta svansen blir en till fem centimeter lång. Vikten är vanligen 250 till 270 g. Vid bra tillgång till föda blir de upp till 400 g tunga.

## Ekologi
Långörade igelkottar lever i torra habitat som öken och stäpp. Som alla igelkottar lever de ensamma och är aktiva på natten. Under dagen vilar de i självgrävda cirka en meter långa tunnelsystem eller i lyor som lämnades av ett annat djur. Mot fiender är de skyddad genom taggarna men de har även bra förmåga att springa. Ibland vandrar de nio kilometer per natt. I några regioner håller de vinterdvala som varar i upp till sex månader.

## Föda
Långörade igelkottar livnär sig huvudsakligen av insekter, till exempel gräshoppor och skalbaggar. De äter även mindre ryggradsdjur som ödlor, as och olika växtämnen. På grund av det torra levnadsområdet har de förmåga att uthärda längre tider utan dricka och mat.

## Fortplantning
Fortplantningen sker under våren och sommaren. Efter dräktigheten som varar 35 till 42 dagar föder honan upp till sex ungar. Nyfödda ungar väger cirka 10 gram. De får ungefär en månad di och är redan efter sex veckor könsmogna. Med människans vård blir de nästan sju år gamla.

## Långörade igelkottar och människor
Ibland hölls egyptisk långörad igelkott som sällskapsdjur trots att aktivister inom djurskydd anser att vistelsen i bur inte är naturlig för en art som gärna vandrar och som är aktiv på natten. IUCN räknar båda arter som livskraftig (LC).